# ラドミル・ペトコビッチ
ラドミル・ペトコビッチ（Radomir Petkovic、1986年11月26日 - ）は、セルビアのプロレスラー。ベオグラード出身。

## 来歴

### アマレス
学生時代よりレスリングを始める。2005年6月、アルメリアにて行われたメディテッラーネウスゲームス2005にてグレコローマンスタイル96kg級に出場して銅メダルを獲得。
2009年6月、イタリア・ペスカーラにて行われたメディテッラーネウスゲームス2009にてグレコローマンスタイル120kg級で銅メダル、フリースタイルで銅メダルを獲得。
2010年4月、アゼルバイジャン・バクーにて行われたヨーロピアン・チャンピオンシップ2010にてグレコローマンスタイル120kg級で銀メダルを獲得。しかし7月にドーピング検査を受けて陽性であった事が明らかになった。

### プロレス

#### WWE

##### NXT
2015年4月13日、アメリカのメジャー団体であるWWEと契約を交わし入団。トレーニング施設であるWWEパフォーマンスセンターにて訓練を開始し、7月より傘下団体であるNXTに昇格。同月23日、NXT Liveにてモジョ・ローリー vs アクセル・ティスチャーとの対戦でローリーが勝利。試合後に登場するとローリーに対して投げ捨てるアピールを見せた。同月30日、NXT Liveにて20人制バトルロイヤルでタイラー・ブリーズのボディガードとして登場。アシストして優勝へと導いた。12月3日、NXT Liveにてリングネームをキング・コンスタンティン（King Constantine）へと変更して出場。リディック・モス & バロン・コービンと組んでアポロ・クルーズ & タイ・デリンジャー & フィン・ベイラーと対戦するが敗戦した。
2016年1月16日、NXT Liveにてスティーブ・カトラーと対戦。プロレスラーとしてのキャリア初勝利を飾った。
8月18日、WWEから解雇となった。